# Szabó Miklós (jogász, 1821–1907)
Nárai Szabó Miklós, dr. (Nárai, 1821. november 10. – Budapest, 1907. november 28.), Magyar Királyi Kúria elnöke 1888 és 1906 között, valóságos belső titkos tanácsos, jogász. 

## Élete
A római katolikus nemesi származású nárai Szabó család sarja. Apja nárai Szabó Sándor (1794–1871), táblabíró, földbirtokos, anyja eőrsi Eőrsy Johanna (1798–1833). Az apai nagyszülei nárai Szabó Sándor (1747–1807), földbirtokos és nárai Zelles Borbála (1757–1806) voltak. Az anyai nagyszülei eőrsi Eőrsy József, földbirtokos és Hertelendy Klára voltak. Szabó Imre fivérei: nárai Szabó Imre (1823–1904), 1848-49-ben vezérkari őrnagy a hadügyminisztériumban, Csáktornya országgyűlési képviselője, a Zala megyei Honvédegylet tagja, földbirtokos, nárai Szabó László (1826–1914), királyi tanácsos, ügyvéd, földbirtokos, valamint nárai Szabó Ferenc (1827–1877), hites ügyvéd. Leánytestvérei: nárai Szabó Borbála (1824–1915), akinek a férje küllői Rohrer László (1820–1900), ügyvéd, megyebizottsági tag, valamint nárai Szabó Julianna (1831–1905), akinek a férje Dobrovics Ferenc (1825–1883), királyi főmérnök volt.
Középiskolai tanulmányait Szombathelyen, a jogot Pesten végezte, és már 21 éves korában, 1842-ben sikeres ügyvédi vizsgát tett. Közéleti szereplését, mint akkoriban sokan, ügyvédként kezdte Vas vármegyében. 1845-ben állást nyert a Királyi kancelláriánál. 1848-ban Esterházy Pál herceg, a király személye melletti miniszter egyik fogalmazója és bizalmasa lett. A szabadságharc után ő sem vállalt hivatalt, hanem visszatért Szombathelyre ügyvédnek. A fiatal és tehetséges ügyvédnek az arisztokrácia biztosított egzisztenciát. Az Esterházyak, Batthyányiak és Erdődyek egyaránt alkalmazták, mint jogtanácsost, jogügyigazgatót. Az 1861. évi hazafias mozgalmak hatására bizottsági tagságot vállalt, de a hazafias remények bukásával visszatért az ügyvédséghez.
Politikai pályafutása tulajdonképpen 1867-ben kezdődött, amikor barátja, Horvát Boldizsár igazságügy miniszter államtitkára, és ugyanekkor a Kőszegen országgyűlési kerület képviselője lett. Mint államtitkárnak az igazságügy újjászervezésében neki is nagy része volt. 1871-ben a pesti királyi tábla élére nevezték ki, amelynek akkor még régi közjogi állása részben megvolt, így bizonyos ügyekben hatásköre az egész országra kiterjedt. Elnöki tevékenységét az uralkodó 1877-ben a Lipót-rend középkeresztjével, 1882-ben pedig a valóságos belső titkos tanácsosi címmel tüntette ki. Ezt követte 1883-ban a Királyi Kúria másodelnökévé való kinevezése, amellyel hivatalból főrendiházi tagság is járt. Az elnök, Perczel Béla huzamosabb betegeskedése idején, rá hárult a Kúria tényleges vezetése. Perczel halála után, 1888-ban őt nevezte ki a király a Kúria elnökévé. 1892-ben a király a Lipót-rend nagykeresztjével tüntette ki. Hivatalát 1906. december 31. napjáig töltötte be.

## Házassága és leszármazottjai
Szombathelyen, 1858. november 27-én feleségül vette azt előkelő nemesi származású bonyhádi Perczel Angéla (Szekszárd, 1837. augusztus 28. – Szombathely, 1865. május 8.) kisasszonyt, akinek a szülei Bonyhády Gyula (1817–1898), több vármegye főispánja, megyefőnöke, titkos tanácsos, földbirtokos, és Ráth Terézia voltak. Szabó Miklós és Perczel Angéla frigyéből született:
- nárai Náray-Szabó Géza (Szombathely, 1859. október 12. –?), ítélőtáblai bíró. Neje: szentkatolnai Cseh Anna (Pécs, 1869. október 11. – Pécs, 1909. október 21.)[7]
- nárai Náray-Szabó Sándor (Szombathely, 1861. február 25. – Budapest, 1914. november 18.), vallás és közoktatásügyi miniszteri államtitkár, a Lipótrend lovagkeresztjének a tulajdonosa.[8] Neje: nemes László Ilona (Budapest, 1873. április 12. – Budapest, 1952. november 26.)
- nárai Szabó Mária (Ondód, 1862. december 8. –?). Férje: Bolváry Zahn Dénes (Budapest, 1858. október 7. – ?)